# Faraomieren
Faraomieren (Monomorium) zijn een geslacht van mieren uit de onderfamilie knoopmieren (Myrmicinae).

## Soorten
- Monomorium abeillei André, 1881
- Monomorium aberrans Forel, 1902
- Monomorium abyssinicum (Forel, 1894)
- Monomorium acutinode Collingwood & Agosti, 1996
- Monomorium adiastolon Heterick, 2006
- Monomorium advena Brown & Wilson, 1957
- Monomorium aeyade Collingwood & Agosti, 1996
- Monomorium affabile Santschi, 1926
- Monomorium afrum André, 1884
- Monomorium aithoderum Heterick, 2001
- Monomorium alamarum Bolton, 1987
- Monomorium albipes Heterick, 2001
- Monomorium albopilosum Emery, 1895
- Monomorium algiricum (Bernard, 1955)
- Monomorium altinode Santschi, 1910
- Monomorium anceps Emery, 1895
- Monomorium anderseni Heterick, 2001
- Monomorium andrei Saunders, E., 1890
- Monomorium angustinode Forel, 1913
- Monomorium annamense Donisthorpe, 1941
- Monomorium antarcticum (Smith, F., 1858)
- Monomorium anthracinum Heterick, 2001
- Monomorium antipodum Forel, 1901
- Monomorium aper Emery, 1914
- Monomorium arboreum Weber, 1943
- Monomorium arenarium Heterick, 2001
- Monomorium areniphilum Santschi, 1911
- Monomorium arnoldi Forel, 1913
- Monomorium asiriense Collingwood & Agosti, 1996
- Monomorium atomum Forel, 1902
- Monomorium aureorugosum Heterick, 2006
- Monomorium australe Emery, 1886
- Monomorium australicum Forel, 1907
- Monomorium baal Wheeler, W.M. & Mann, 1916
- Monomorium balathir Bolton, 1987
- Monomorium banksi Forel, 1910
- Monomorium barbatulum Mayr, 1877
- Monomorium baushare Collingwood & Agosti, 1996
- Monomorium bequaerti Forel, 1913
- Monomorium bevisi Arnold, 1944
- Monomorium bicolor Emery, 1877
- Monomorium bicorne Forel, 1907
- Monomorium bidentata (Smith, F., 1858)
- Monomorium bidentatum Mayr, 1887
- Monomorium bifidoclypeatum Heterick, 2006
- Monomorium bifidum Heterick, 2001
- Monomorium bihamatum Heterick, 2001
- Monomorium bimaculatum Wheeler, W.M., 1928
- Monomorium biroi Forel, 1907
- Monomorium bodenheimeri Menozzi, 1929
- Monomorium boerorum Forel, 1910
- Monomorium boltoni Espadaler & Agosti, 1987
- Monomorium borlei Santschi, 1937
- Monomorium brachythrix Heterick, 2001
- Monomorium brasiliense Forel, 1908
- Monomorium braunsi Mayr, 1901
- Monomorium brocha (Bolton, 1987)
- Monomorium brunneolucidulum Collingwood & Agosti, 1996
- Monomorium buettikeri Collingwood & Agosti, 1996
- Monomorium burchera Heterick, 2001
- Monomorium butteli Forel, 1913
- Monomorium buxtoni Crawley, 1920
- Monomorium capito Heterick, 2001
- Monomorium captator Santschi, 1936
- Monomorium carbo Forel, 1910
- Monomorium carbonarium (Smith, F., 1858)
- Monomorium carinatum Heterick, 2001
- Monomorium castaneum Heterick, 2001
- Monomorium cekalovici (Snelling, R.R., 1975)
- Monomorium centrale Forel, 1910
- Monomorium chilense Fernández, 2007
- Monomorium chinense Santschi, 1925
- Monomorium chnodes Heterick, 2006
- Monomorium chobauti (Emery, 1896)
- Monomorium clarinode Heterick, 2006
- Monomorium clavicorne André, 1881
- Monomorium compressum Wheeler, W.M., 1914
- Monomorium concolor Zhou, 2001
- Monomorium crawleyi Santschi, 1930
- Monomorium creticum Emery, 1895
- Monomorium criniceps (Mayr, 1879)
- Monomorium crinitum Heterick, 2001
- Monomorium croceiventre Emery, 1914
- Monomorium cryptobium (Santschi, 1921)
- Monomorium cyaneum Wheeler, W.M., 1914
- Monomorium dakarense Santschi, 1914
- Monomorium damarense Forel, 1910
- Monomorium dammame Collingwood & Agosti, 1996
- Monomorium decuria Heterick, 2001
- Monomorium delabiei Fernández, 2007
- Monomorium delagoense Forel, 1894
- Monomorium demisum Santschi, 1936
- Monomorium dentatum Sharaf, 2007
- Monomorium denticulatum Mayr, 1887
- Monomorium denticulum Heterick, 2006
- Monomorium dentigerum (Roger, 1862)
- Monomorium desertorum Collingwood & Agosti, 1996
- Monomorium destructor (Jerdon, 1851)
- Monomorium dichroum Forel, 1902
- Monomorium dictator Santschi, 1937
- Monomorium dilatatum Bernard, 1977
- Monomorium dirie Collingwood & Agosti, 1996
- Monomorium disertum Forel, 1913
- Monomorium disetigerum Heterick, 2001
- Monomorium disoriente Bolton, 1987
- Monomorium dolatu Bolton, 1987
- Monomorium draculai Heterick, 2001
- Monomorium drapenum Bolton, 1987
- Monomorium draxocum Bolton, 1987
- Monomorium dryhimi Aldawood & Sharaf, 2011
- Monomorium durokoppinense Heterick, 2001
- Monomorium ebangaense Santschi, 1937
- Monomorium ebeninum Forel, 1891
- Monomorium edentatum Emery, 1897
- Monomorium effractor Bolton, 1987
- Monomorium egens Forel, 1910
- Monomorium elegantulum Heterick, 2001
- Monomorium elgonense (Santschi, 1935)
- Monomorium elongatum Smith, F., 1876
- Monomorium emarginatum DuBois, 1986
- Monomorium emeryi Mayr, 1895
- Monomorium epinotale Santschi, 1923
- Monomorium eremophilum Heterick, 2001
- Monomorium ergatogyna Wheeler, W.M., 1904
- Monomorium esharre Bolton, 1987
- Monomorium euryodon Heterick, 2001
- Monomorium evansi Donisthorpe, 1918
- Monomorium excelsior Arnold, 1926
- Monomorium excensurae Forel, 1915
- Monomorium exiguum Forel, 1894
- Monomorium falcatum (McAreavey, 1949)
- Monomorium fasciatum Santschi, 1920
- Monomorium fastidium Bolton, 1987
- Monomorium fayfaense Collingwood & Agosti, 1996
- Monomorium ferodens Heterick, 2006
- Monomorium fezzanense Collingwood & Agosti, 1996
- Monomorium fieldi Forel, 1910
- Monomorium firmum Santschi, 1926
- Monomorium fisheri Heterick, 2006
- Monomorium flavimembra Heterick, 2006
- Monomorium flavonigrum Heterick, 2001
- Monomorium flavum Collingwood, 1961
- Monomorium floricola (Jerdon, 1851) (Aziatische faraomier)
- Monomorium forcipatum Emery, 1914
- Monomorium fridae Forel, 1905
- Monomorium fugelanum Bolton, 1987
- Monomorium gabrielense Forel, 1916
- Monomorium gallagheri Collingwood & Agosti, 1996
- Monomorium gilberti Forel, 1902
- Monomorium glabrum (André, 1883)
- Monomorium gongromos Heterick, 2006
- Monomorium grassei (Tohmé, H. & Tohmé, G., 1980)
- Monomorium guillarmodi Arnold, 1946
- Monomorium guineense (Bernard, 1953)
- Monomorium hainanense Wu & Wang, 1995
- Monomorium hanaqe Collingwood & Agosti, 1996
- Monomorium hanneli Forel, 1907
- Monomorium hannonis Santschi, 1910
- Monomorium harithe Collingwood & Agosti, 1996
- Monomorium havilandi Forel, 1910
- Monomorium hemame Collingwood & Agosti, 1996
- Monomorium hercules Viehmeyer, 1923
- Monomorium herero Forel, 1910
- Monomorium hesperium Emery, 1895
- Monomorium hildebrandti Forel, 1892
- Monomorium hirsutum Forel, 1910
- Monomorium hiten Terayama, 1996
- Monomorium holothir Bolton, 1987
- Monomorium hospitum Viehmeyer, 1916
- Monomorium ilgii Forel, 1894
- Monomorium impexum Wheeler, W.M., 1928
- Monomorium indicum Forel, 1902
- Monomorium infuscum Heterick, 2006
- Monomorium inquietum Santschi, 1926
- Monomorium inquilinum DuBois, 1981
- Monomorium insolescens Wheeler, W.M., 1934
- Monomorium intrudens Smith, F., 1874
- Monomorium inusuale Fernández, 2007
- Monomorium invidium Bolton, 1987
- Monomorium iyenasu Bolton, 1987
- Monomorium jacksoni Bolton, 1987
- Monomorium jizane Collingwood & Agosti, 1996
- Monomorium jonesi Arnold, 1952
- Monomorium junodi Forel, 1910
- Monomorium katir Bolton, 1987
- Monomorium kelapre Bolton, 1987
- Monomorium kempi Mukerjee, 1930
- Monomorium kiliani Forel, 1902
- Monomorium kineti Weber, 1943
- Monomorium kitectum Bolton, 1987
- Monomorium knappi Collingwood & Agosti, 1996
- Monomorium kugitangi Dlussky, 1990
- Monomorium lacunosum Heterick, 2001
- Monomorium laeve Mayr, 1876
- Monomorium lameerei (Forel, 1902)
- Monomorium latastei Emery, 1895
- Monomorium latinode Mayr, 1872
- Monomorium latinodoides Wheeler, W.M., 1928
- Monomorium leae Forel, 1913
- Monomorium legulum Heterick, 2001
- Monomorium lene Santschi, 1920
- Monomorium lepidum Heterick, 2006
- Monomorium libanicum (Tohmé, H. & Tohmé, G., 1980)
- Monomorium liliuokalanii Forel, 1899
- Monomorium lindbergi Pisarski, 1967
- Monomorium longi Forel, 1902
- Monomorium longiceps Wheeler, W.M., 1934
- Monomorium longinode Heterick, 2001
- Monomorium longipes Emery, 1914
- Monomorium lubricum Arnold, 1948
- Monomorium luisae Forel, 1904
- Monomorium luteum Emery, 1881
- Monomorium macarthuri Heterick, 2001
- Monomorium macrops Arnold, 1944
- Monomorium madecassum Forel, 1892
- Monomorium mahyoubi Collingwood & Agosti, 1996
- Monomorium majarishe Collingwood & Agosti, 1996
- Monomorium majeri Heterick, 2001
- Monomorium major Bernard, 1953
- Monomorium malamixtum Bolton, 1987
- Monomorium malatu Bolton, 1987
- Monomorium manir Bolton, 1987
- Monomorium mantazenum Bolton, 1987
- Monomorium marjoriae DuBois, 1986
- Monomorium marmule Collingwood & Agosti, 1996
- Monomorium marshi Bolton, 1987
- Monomorium matame Collingwood & Agosti, 1996
- Monomorium mavide Bolton, 1987
- Monomorium mayri Forel, 1902
- Monomorium medinae Forel, 1892
- Monomorium mediocre Santschi, 1920
- Monomorium megalops Heterick, 2001
- Monomorium melleum Emery, 1914
- Monomorium micrommaton Heterick, 2006
- Monomorium micropacum Bolton, 1987
- Monomorium mictilis Forel, 1910
- Monomorium micula Heterick, 2001
- Monomorium minimum (Buckley, 1867) (Kleine faraomier)
- Monomorium minor Stitz, 1923
- Monomorium mintiribe Collingwood & Agosti, 1996
- Monomorium mirandum Arnold, 1955
- Monomorium moathi Sharaf & Collingwood, 2010
- Monomorium modestum Santschi, 1914
- Monomorium monomorium Bolton, 1987
- Monomorium montanum Collingwood & Agosti, 1996
- Monomorium musicum Forel, 1910
- Monomorium muticum (Emery, 1887)
- Monomorium najrane Collingwood & Agosti, 1996
- Monomorium nanum Heterick, 2001
- Monomorium nengraharicum Pisarski, 1970
- Monomorium nightcapense Heterick, 2001
- Monomorium nigricans Heterick, 2006
- Monomorium nigriceps Heterick, 2001
- Monomorium niloticum Emery, 1881
- Monomorium nimihil Collingwood, 2004
- Monomorium nirvanum Bolton, 1987
- Monomorium nitidiventre Emery, 1893
- Monomorium notorthotenes Heterick, 2006
- Monomorium notulum Forel, 1910
- Monomorium noualhieri (Emery, 1895)
- Monomorium noxitum Bolton, 1987
- Monomorium nuptualis Forel, 1913
- Monomorium occidaneum Crawley, 1922
- Monomorium occidentale Bernard, 1953
- Monomorium ocellatum Arnold, 1920
- Monomorium opacior Forel, 1913
- Monomorium opacum Forel, 1913
- Monomorium ophthalmicum Forel, 1894
- Monomorium orangiae Arnold, 1956
- Monomorium orientale Mayr, 1879
- Monomorium oscaris Forel, 1894
- Monomorium osiridis Santschi, 1915
- Monomorium pacis Forel, 1915
- Monomorium pallidipes Forel, 1910
- Monomorium pallidum Donisthorpe, 1918
- Monomorium parantarcticum Heterick, 2001
- Monomorium parvinode Forel, 1894
- Monomorium paternum Bolton, 1987
- Monomorium pergandei (Emery, 1893)
- Monomorium perplexum Radchenko, 1997
- Monomorium personatum Santschi, 1937
- Monomorium petiolatum Heterick, 2001
- Monomorium pharaonis (Linnaeus, 1758) (Gele faraomier)
- Monomorium phoenicum Santschi, 1927
- Monomorium platynode Heterick, 2006
- Monomorium pubescens Heterick, 2001
- Monomorium pulchrum Santschi, 1926
- Monomorium punctipectore Zhou, 2001
- Monomorium punctulatum Heterick, 2003
- Monomorium qarahe Collingwood & Agosti, 1996
- Monomorium rabirium Bolton, 1987
- Monomorium rastractum Bolton, 1987
- Monomorium ravenshoense Heterick, 2001
- Monomorium rhopalocerum Emery, 1895
- Monomorium rimae Collingwood & Agosti, 1996
- Monomorium riyadhe Collingwood & Agosti, 1996
- Monomorium robertsoni Heterick, 2006
- Monomorium robustior Forel, 1892
- Monomorium rogeri (Mayr, 1865)
- Monomorium rosae Santschi, 1920
- Monomorium rothsteini Forel, 1902
- Monomorium rotundatum Santschi, 1920
- Monomorium rubriceps Mayr, 1876
- Monomorium rufonigrum Heterick, 2001
- Monomorium rufulum Stitz, 1923
- Monomorium rugifrons (Smith, F., 1858)
- Monomorium ruzskyi Dlussky & Zabelin, 1985
- Monomorium sagei Forel, 1902
- Monomorium sahlbergi Emery, 1898
- Monomorium sakalavum Santschi, 1928
- Monomorium salomonis (Linnaeus, 1758)
- Monomorium santschii (Forel, 1905)
- Monomorium sarawatensis Sharaf & Aldawood, 2013
- Monomorium scabriceps (Mayr, 1879)
- Monomorium schultzei Forel, 1910
- Monomorium schurri Forel, 1902
- Monomorium sculpturatum Clark, 1934
- Monomorium sechellense Emery, 1894
- Monomorium senegalense Roger, 1862
- Monomorium sersalatum Bolton, 1987
- Monomorium setuliferum Forel, 1910
- Monomorium shattucki Heterick, 2001
- Monomorium shilohense Forel, 1913
- Monomorium shuckardi Forel, 1895
- Monomorium sichelii (Roger, 1862)
- Monomorium silaceum Heterick, 2001
- Monomorium silvestrii Wheeler, W.M., 1927
- Monomorium smithii Forel, 1892
- Monomorium sommieri Emery, 1908
- Monomorium sordidum Forel, 1902
- Monomorium spatulicorne Kuznetsov-Ugamsky, 1926
- Monomorium spectrum Bolton, 1987
- Monomorium speluncarum Santschi, 1914
- Monomorium springvalense Forel, 1913
- Monomorium sryetum Bolton, 1987
- Monomorium stictonotum Heterick, 2001
- Monomorium strangulatum Santschi, 1921
- Monomorium striatifrons Heterick, 2001
- Monomorium subcoecum Emery, 1894
- Monomorium subcomae Lush, 2008
- Monomorium subdentatum Forel, 1913
- Monomorium subdenticorne Collingwood & Agosti, 1996
- Monomorium sublamellatum Heterick, 2003
- Monomorium subopacum (Smith, F., 1858)
- Monomorium suleyile Collingwood & Agosti, 1996
- Monomorium sutu Bolton, 1987
- Monomorium sydneyense Forel, 1902
- Monomorium symmotu Bolton, 1987
- Monomorium syriacum (Tohmé, H. & Tohmé, G., 1980)
- Monomorium tablense Santschi, 1932
- Monomorium taedium Bolton, 1987
- Monomorium talbotae DuBois, 1981
- Monomorium tambourinense Forel, 1915
- Monomorium tanysum Bolton, 1987
- Monomorium taprobanae Forel, 1913
- Monomorium tchelichofi Forel, 1914
- Monomorium termitarium Forel, 1910
- Monomorium termitobium Forel, 1892
- Monomorium thrascoleptum Bolton, 1987
- Monomorium torvicte Bolton, 1987
- Monomorium trageri DuBois, 1986
- Monomorium trake Bolton, 1987
- Monomorium tricolor Emery, 1914
- Monomorium triviale Wheeler, W.M., 1906
- Monomorium tumaire Collingwood & Agosti, 1996
- Monomorium tynsorum Bolton, 1987
- Monomorium vaguum Santschi, 1930
- Monomorium vatranum Bolton, 1987
- Monomorium vecte Bolton, 1987
- Monomorium venustum (Smith, F., 1858)
- Monomorium versicolor Heterick, 2006
- Monomorium viator Santschi, 1923
- Monomorium viridum Brown, 1943
- Monomorium vitiense Mann, 1921
- Monomorium vonatu Bolton, 1987
- Monomorium wahibiense Collingwood & Agosti, 1996
- Monomorium westi Bolton, 1987
- Monomorium whitei Wheeler, W.M., 1915
- Monomorium willowmorense Bolton, 1987
- Monomorium wilsoni Espadaler, 2007
- Monomorium wroughtoni Forel, 1902
- Monomorium wroughtonianum Ettershank, 1966
- Monomorium xantheklemma Heterick, 2001
- Monomorium xanthognathum Arnold, 1944
- Monomorium xuthosoma Heterick, 2006
- Monomorium yemene Collingwood & Agosti, 1996
- Monomorium zhinu Terayama, 2009
- Monomorium zulu Santschi, 1914